# Нојшо
Нојшо (њем. Neuschoo) општина је у њемачкој савезној држави Доња Саксонија. Једно је од 19 општинских средишта округа Витмунд. Према процјени из 2010. у општини је живјело 1.193 становника. Посједује регионалну шифру (AGS) 3462011.

## Географски и демографски подаци
Нојшо се налази у савезној држави Доња Саксонија у округу Витмунд. Општина се налази на надморској висини од 6 метара. Површина општине износи 14,5 km². У самом мјесту је, према процјени из 2010. године, живјело 1.193 становника. Просјечна густина становништва износи 82 становника/km².